# Ostružná
Ostružná (in tedesco Spornhau) è un comune della Repubblica Ceca facente parte del distretto di Jeseník, nella regione di Olomouc.